# Jerman Vrh
Jerman Vrh je naselje u slovenskoj Općini Škocjanu. Jerman Vrh se nalazi u pokrajini Dolenjskoj i statističkoj regiji Jugoistočnoj Sloveniji. 

## Stanovništvo
Prema popisu stanovništva iz 2002. godine naselje je imalo 52 stanovnika.